# Feu d'artifice (Stravinsky)
Pour les articles homonymes, voir Feu d'artifice (homonymie).
Feu d'artifice, opus 4, est une fantaisie pour grand orchestre composée par Igor Stravinsky en 1908. Il s'agit de sa première pièce orchestrale originale avec son ballet L'Oiseau de feu. De moindre dimension que son Scherzo fantastique composé la même année, la pièce de quatre minutes a toutefois la forme d'un scherzo.

## Histoire
Lors des fiançailles de la fille de son maître malade Rimski-Korsakov, Nadejda Rimski-Korsakov, avec le compositeur Maximilien Steinberg, Stravinsky lui confia son intention de composer une fantaisie orchestrale pour les futurs époux. En six semaines l'ébauche est terminée et le compositeur envoie la partition de piano à Rimski-Korsakov. Elle lui est retournée avec la mention « destinataire décédé ». Sous le choc, Stravinsky interrompt l'orchestration de la pièce pour composer un Chant funèbre à la mémoire de son maître. Cette pièce est créée le 13 février 1909 sous la direction de Félix Blumenfeld et est aussitôt perdue après l'exécution.
Après avoir composé son Chant funèbre, Stravinsky complète Feu d'artifice, qui est créé le même soir que le Scherzo fantastique, le 6 février 1909, sous la direction d'Alexandre Ziloti. Cette soirée est capitale pour la carrière du compositeur puisque c'est à ce moment que Serge de Diaghilev, remarquant le talent de Stravinsky, lui commandera par la suite la composition de la musique du ballet L'Oiseau de feu.

## Discographie
- L'enregistrement de Stravinsky que l'on retrouve dans son intégrale sur Sony Classical a été enregistré en 1963 avec le Columbia Symphony Orchestra.